# Vanessa siphnos
Vanessa siphnos är en fjärilsart som beskrevs av Hans Fruhstorfer 1912. Vanessa siphnos ingår i släktet Vanessa och familjen praktfjärilar. Inga underarter finns listade i Catalogue of Life.